# Municipio de Nisko
El municipio de Nisko es un municipio urbano-rural de Polonia, ubicado en el distrito homónimo del voivodato de Subcarpacia. Su capital y única ciudad es Nisko, que también es la capital distrital. En 2006 tenía una población de 22 503 habitantes.
El municipio incluye, además de la ciudad de Nisko, los pueblos de Kończyce, Nowa Wieś, Nowosielec, Racławice, Wolina y Zarzecze.
Limita con la ciudad-municipio de Stalowa Wola y los municipios de Bojanów, Jeżowe, Pysznica, Rudnik nad Sanem y Ulanów. 